# 日耳曼語元音變音
元音變音（德語：umlaut，來自德語 um- “围绕、改变方向” + Laut “声音”），在語言學中是元音發音變得更像隨後的元音或半元音的過程。術語 umlaut 最初鑄就於並主要用於日耳曼語族的研究。在日耳曼元音變音(也叫做 i-變音或 i-變異)中，當隨後音節包含 /i/、/iː/ 或 /j/ 的時候，後元音變更為有關的前元音或者前元音變得接近於 /i/。這個過程從公元450年或500年開始獨立的發生在各種日耳曼語中，並影響了除了哥德語之外所有的早期語言。
元音變音應當明確的區別於其他歷史性元音現象比如更早的印歐元音變換(ablaut，元音等級)，它可查見於日耳曼強動詞變位如“sing/sang/sung”之中。

## 描述
元音變音是一種同化形式，這是一個語音變化得更像另一個毗鄰語音的過程。如果一個詞有兩個元音，一個發音很靠後而另一個發音很靠前，發音要比這兩個元音更接近時費更大的力氣，因此一種可能語言學發展就是使這兩個元音更加接近。
日耳曼元音變音是同化的個特定歷史實例，出在古英語、古高地德語或其他密切相關的早期中世紀語言形式的無確證最早階段中: 當兩音節詞有 /a/、/o/ 或 /u/ 在第一個音節而前元音 /i/ 在第二個音節的時候，在第一音節中的元音被提前。所以，例如前古英語 *mūsi 變遷為 *mȳsi，它後來丟失了結尾而變成 mȳs，接著由於後期規則語音變遷而成為 mīs 並最終變成現代英語的 mice。元音變音是其中的第一階段: ū > ȳ。然而，前古英語 *mūs 不跟隨著前元音，並且變為了現代的 mouse，這解釋了在單數和複數中不同的元音。

## 構詞效果
儘管元音變音不是文法上的過程，變音元音經常充任區分文法形式(並因此展示出與元音變換的類似性，當同步的看待它們的時候)。這可在英語詞 man 中見到；在古代日耳曼語中，這個詞的複數和其他一些詞有複數後綴 -iz，和同單數一樣的元音。因為這個後綴包含著 i，它導致這個元音被提前，因為當後綴後來消失的時候，變異元音保留為唯一的複數標記: men。在英語中，這種變異複數是少見的：man、woman、tooth、goose、foot、mouse、louse、brother(古老或專門化複數為 brethren)和 cow(詩體和方言複數為 kine)。元音變音在上述成對形式中出現時是明顯的，但有很多變異的詞沒有不變異的平行形式。日耳曼語通過向正常日耳曼強動詞的過去時形式添加後來導致元音變音的後綴 -j/ij-，活躍地來派生出使役弱動詞。其中一些倖存於現代英語中成對的動詞，包括 fell 和 set 與 fall(更老過去 *fefall) 和 sit。
在一些現代日耳曼語中平行的元音變音：
| 日耳曼語                     | 德語                      | 英語                 | 荷蘭語                           | 瑞典語                          | 法羅語                          |
| ---------------------------- | ------------------------- | -------------------- | -------------------------------- | ------------------------------- | ------------------------------- |
| *fallanan - *fallijanan      | fallen - fällen           | to fall - to fell    | vallen - vellen                  | falla - fälla                   | falla - fella                   |
| *fōts - *fōtiz               | Fuß - Füße                | foot - feet          | voet - voeten (非元音變音)       | fot - fötter                    | fótur - føtur                   |
| *aldaz - *alþizô - *alþistaz | alt - älter - am ältesten | old - elder - eldest | oud - ouder - oudst (非元音變音) | gammal - äldre - äldst (不正規) | gamal - eldri - elstur (不正規) |
| *fullaz - *fullijanan        | voll - füllen             | full - to fill       | vol - vullen                     | full - fylla                    | fullur - fylla                  |
| *langaz - *langīn/*langiþō   | lang - Länge              | long - length        | lang - lengte                    | lång - längd                    | langur - longd                  |
| *lūs - *lūsiz                | Laus - Läuse              | louse - lice         | luis - luizen (非元音變音)       | lus - löss                      | lús - lýs                       |

在英語中元音變音的發展：
|      | 日耳曼語 | 古英語    | 現代英語     | 现代德语       |
| ---- | -------- | --------- | ------------ | -------------- |
| 單數 | *mūs     | mūs       | /maʊs/ mouse | /maʊ̯s/ Maus    |
| 複數 | *mūsiz   | mȳs > mīs | /maɪs/ mice  | /ˈmɔʏ̯zə/ Mäuse |
| 單數 | *fōts    | fōt       | /fʊt/ foot   | /fuːs/ Fuß     |
| 複數 | *fōtiz   | fēt       | /fiːt/ feet  | /ˈfyːsə/ Füße  |

(表格取自 Malmkjær 2002)

## 德語正寫法

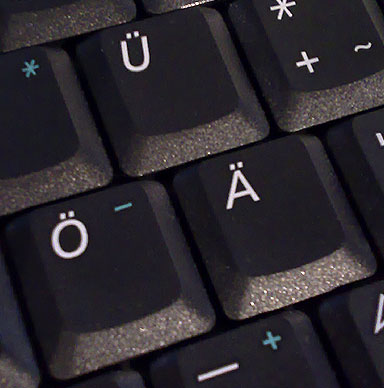
在德語計算機鍵盤上的 Ä, Ö, Ü

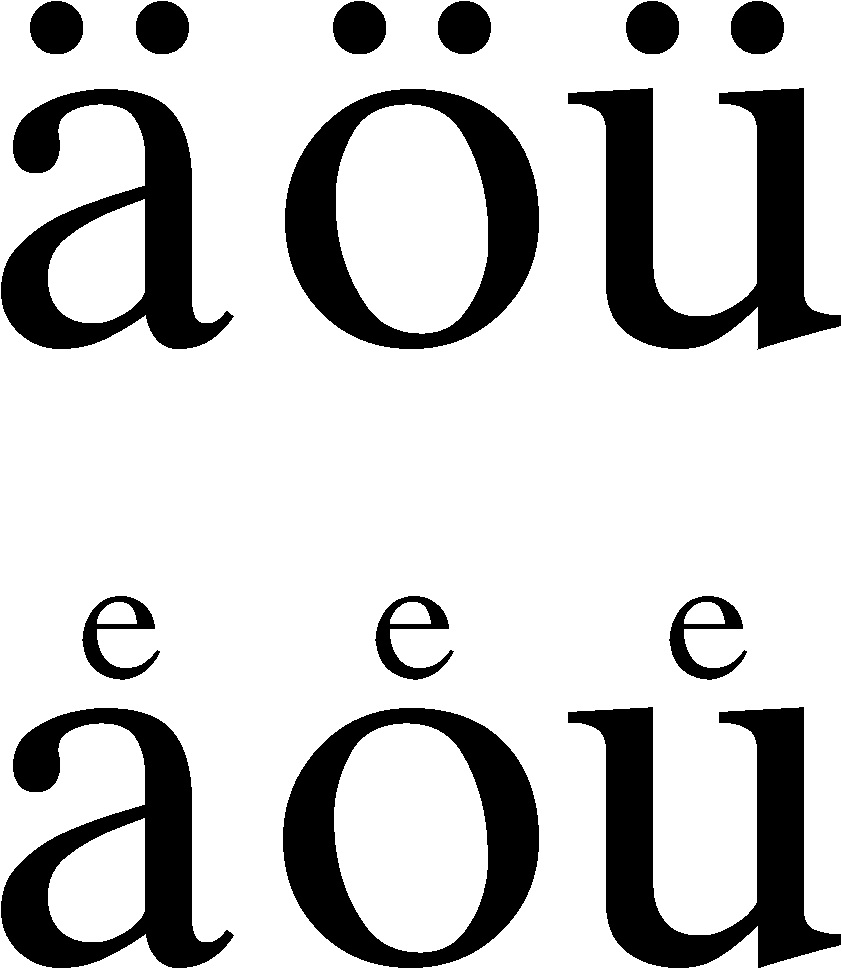
變音元音的新舊符號

德語正寫法在它的 i-元音變音表示上通常是一致的。元音變音符號由在這個元音上的兩個點組成，用於提前了元音，使得這個歷史過程在現代語言中比英語的情況更加可視見：a>ä, o>ö, u>ü, au>äu。
有時詞語有受到 i-元音變音影響的元音，但是這個元音不標記上元音變音符號。通常帶有變音元音的詞來自最初沒有元音變音的詞，但是這兩個詞不被識別為一對，因為變音的詞語的含義已經變更了。
形容詞 fertig（“完成”）包含著一個元音變音變異，但是它拼寫用 e 而非 ä，因為它與 Fahrt（“旅程”）的聯繫對於大多數這門語言的使用者已經不再可見了。類似的，alt（“老的”）有比較級 älter（“更老的”），但是來自它的名詞拼寫為 Eltern（“父母”）。Aufwand（“费用”）有動詞 aufwenden（“花费”）和形容詞 aufwendig（“费钱/力的”），儘管1996年拼寫重構現在允許可替代的拼寫 aufwändig（但不允許 aufwänden）。
在另一方面，一些外語詞有元音變音符號，但不標記由元音變音導致的語音變更產生的元音。著名的例子是來自英語kangaroo的Känguru（袋鼠），和來自法語 bureau 的 Büro（办公室）。在這些情況下變音符號是純粹的語音標記，不帶有詞源意義。
Für（同英语“for”，“为了”）是特殊情況，它是 vor（“before，之前”）的元音變音形式，但是其他歷史性的發展把預期的 ö 變成了 ü。在這個情況下，ü 標記了真正卻不正規的元音變音。

## 引用
1. ↑  Cercignani, Fausto. . Indogermanische Forschungen. 1980, 85: 207–213.
2. ↑  Cercignani, Fausto. . Language. 1980, 56 (1): 126–136.
3. ↑  Duden, Die deutsche Rechtschreibung, 21st edition, p. 133.